# توماس اندرسون (بازیکن فوتبال انگلیسی)
توماس اندرسون (انگلیسی: Thomas Anderson) بازیکن فوتبال اهل بریتانیا بود.
از باشگاه‌هایی که در آن بازی کرده‌است می‌توان به باشگاه فوتبال بلکپول اشاره کرد.